# Aviatico
Aviatico ist eine italienische Gemeinde (comune) in der Provinz Bergamo in der Region Lombardei mit 580 Einwohnern (Stand 31. Dezember 2023).

## Geographie
Aviatico liegt etwa 12 km nordöstlich der Provinzhauptstadt Bergamo und 60 km nordöstlich der Millionen-Metropole Mailand und umfasst die Fraktionen Ama, Amora und Ganda. Die Nachbargemeinden sind Albino, Algua, Costa Serina, Gazzaniga und Selvino.

## Verkehr
Aviatico ist über das benachbarte Selvino und die Seilbahn Albino–Selvino mit Albino und dem Serio-Tal verbunden.